# Vertice euro
Il vertice euro è l'incontro dei capi di Stato o di governo dei venti stati membri della zona euro, sotto la guida del presidente del Vertice euro. Non va confuso con il Consiglio europeo, che è la riunione dei capi di Stato o di governo di tutti i ventisette Stati membri dell'Unione europea.

## Origine
Il vertice euro è nato come una propaggine dell'Eurogruppo (la riunione dei ministri delle finanze della zona euro). Il presidente francese Nicolas Sarkozy chiese che i vertici della zona euro sostituissero l'Eurogruppo come "governo economico chiaramente identificato" per la zona euro, aggiungendo che non sarebbe stato possibile per la zona euro continuare senza di essi. Il governo economico della zona euro dovrebbe discutere i problemi con la Banca centrale europea, che dal canto suo rimarrebbe indipendente. Sarkozy dichiarò inoltre che "solo i capi di Stato e di governo avevano la necessaria legittimità democratica" per questo ruolo. L'idea dei vertici euro si basa sulla riunione dei capi di Stato e di governo degli Stati membri della zona euro che si sono incontrati nel 2008 per concordare una risposta coordinata alla crisi finanziaria.
I capi di Stato e di governo della zona euro si sono incontrati per la prima volta come vertice il 12 ottobre 2008 per rispondere alla crisi del debito. I successivi incontri si sono svolti nel maggio 2010, giugno 2011 e ottobre 2011. In quest'occasione è stata presa la decisione di ufficializzare il vertice euro, che da allora deve riunirsi almeno due volte l'anno; tale cambiamento è stato formalizzato attraverso il Patto di bilancio europeo. Un presidente del Vertice euro, diverso dal presidente dell'Eurogruppo, deve essere eletto contemporaneamente al presidente del Consiglio europeo e con le stesse modalità. Questo ruolo fu affidato a Herman Van Rompuy fino alla convocazione della prima elezione, che lo avrebbe poi riconfermato il 1º marzo 2012.

### Basi legali
La base giuridica dei vertici della zona euro è l'articolo 12 del trattato sulla stabilità, il coordinamento e la governance nell'Unione economica e monetaria, firmato a Bruxelles il 2 marzo 2012, che al comma 1 recita che "i capi di Stato o di governo delle parti contraenti la cui moneta è l'euro si incontrano informalmente nelle riunioni del Vertice euro, insieme con il presidente della Commissione europea".
Il 2° paragrafo specifica che i vertici della zona euro sono organizzati quando necessario e almeno due volte l'anno.

## Membri

### Presidente
Il primo presidente del vertice euro è stato nominato il 1º marzo 2012. In precedenza, la funzione era stata svolta dal Presidente del Consiglio europeo. Tuttavia, nonostante la loro formale separazione, le due posizioni rimasero occupate dalla stessa persona, Herman Van Rompuy.
Il 30 agosto 2014, durante la riunione del Consiglio europeo a Bruxelles, Donald Tusk fu nominato secondo presidente di questo organo. Si è insediato il 1º dicembre 2014, e allo stesso tempo è diventato il secondo presidente del vertice euro. L'assunzione di tale incarico da parte di un cittadino di un paese, la Polonia, che non faceva parte della zona euro rappresentava un problema, che tuttavia è stato risolto considerando la funzione come non rappresentativa, il che ha consentito che si procedesse con la nomina. La designazione di un presidente polacco poteva essere vista come un modo per placare le preoccupazioni degli Stati non membri dell'area ma destinati ad entrarvi negli anni successivi e come un impegno per un migliore coordinamento tra Stati membri e non membri. Tuttavia questa estraneità del presidente è stata citata anche, oltre alla combinazione della funzione con la presidenza del Consiglio, come un'aggravante della mancanza di visibilità istituzionale della zona euro.

### Capi di Stato e di governo
| Nome | Nome                                                           | Ritratto | Stato membro                     | Incarico                              | Partito Politico             | Membro da         | Elezioni | Elezioni |
| ---- | -------------------------------------------------------------- | -------- | -------------------------------- | ------------------------------------- | ---------------------------- | ----------------- | -------- | -------- |
|      | António Costa                                                  |          | Presidente Senza diritto di voto | Presidente                            | PSE Nazionale: PS            | 1º dicembre 2024  | –        | –        |
|      | Christian Stocker                                              |          | Austria                          | Cancelliere federale                  | PPE Nazionale: ÖVP           | 3 marzo 2025      | 2024     | 2029?    |
|      | Bart De Wever                                                  |          | Belgio                           | Primo Ministro                        | ECR Nazionale: N-VA          | 3 febbraio 2025   | 2024     | 2029?    |
|      | Nikos Christodoulidīs In caratteri greci: Νίκος Χριστοδουλίδης |          | Cipro                            | Presidente della Repubblica           | Indipendente                 | 28 febbraio 2023  | 2023     | 2028?    |
|      | Andrej Plenković                                               |          | Croazia                          | Presidente del Governo                | PPE Nazionale: HDZ           | 1º gennaio 2023   | 2024     | 2028?    |
|      | Kristen Michal                                                 |          | Estonia                          | Ministro capo                         | ALDE Nazionale: ER           | 26 gennaio 2021   | 2023     | 2027?    |
|      | Petteri Orpo                                                   |          | Finlandia                        | Ministro capo / Ministro di Stato     | PPE Nazionale: KOK           | 20 giugno 2023    | 2023     | 2027?    |
|      | Emmanuel Macron                                                |          | Francia                          | Presidente della Repubblica           | Nessuno Nazionale: En Marche | 14 maggio 2017    | 2022     | 2027?    |
|      | Olaf Scholz                                                    |          | Germania                         | Cancelliere federale                  | PSE Nazionale: SPD           | 8 dicembre 2021   | 2025     | 2029?    |
|      | Kyriakos Mītsotakīs In caratteri greci: Κυριάκος Μητσοτάκης    |          | Grecia                           | Primo Ministro                        | PPE Nazionale: NΔ            | 26 giugno 2023    | VI-2023  | 2027?    |
|      | Micheál Martin                                                 |          | Irlanda                          | Taoiseach                             | ALDE Nazionale: FF           | 23 gennaio 2025   | 2024     | 2029?    |
|      | Giorgia Meloni                                                 |          | Italia                           | Presidente del Consiglio dei Ministri | ECR Nazionale: FdI           | 22 ottobre 2022   | 2022     | 2027?    |
|      | Evika Siliņa                                                   |          | Lettonia                         | Ministro-presidente                   | PPE Nazionale: Unità         | 15 settembre 2023 | 2022     | 2026?    |
|      | Gitanas Nausėda                                                |          | Lituania                         | Presidente della Repubblica           | Indipendente                 | 12 luglio 2019    | 2024     | 2029?    |
|      | Luc Frieden                                                    |          | Lussemburgo                      | Primo Ministro                        | PPE Nazionale: CSV           | 17 novembre 2023  | 2023     | 2028?    |
|      | Robert Abela                                                   |          | Malta                            | Primo Ministro                        | PSE Nazionale: PL            | 13 gennaio 2020   | 2022     | 2027?    |
|      | Dick Schoof                                                    |          | Paesi Bassi                      | Ministro-presidente                   | Indipendente                 | 2 luglio 2024     | 2023     | 2027?    |
|      | Luís Montenegro                                                |          | Portogallo                       | Primo Ministro                        | PPE Nazionale: PSD           | 2 aprile 2024     | 2024     | 2028?    |
|      | Robert Fico                                                    |          | Slovacchia                       | Presidente del Governo                | Nessuno Nazionale: SMER-SD   | 25 ottobre 2023   | 2023     | 2027?    |
|      | Robert Golob                                                   |          | Slovenia                         | Presidente del Governo                | Nessuno Nazionale: GS        | 1º giugno 2022    | 2022     | 2026?    |
|      | Pedro Sánchez                                                  |          | Spagna                           | Presidente del Governo                | PSE Nazionale: PSOE          | 1º giugno 2018    | 2023     | 2027?    |

### Osservatori
Ai vertici partecipano anche i presidenti di altre istituzioni dell'Unione europea, come il presidente della Commissione europea e il presidente della Banca centrale europea, ma non votano nel processo decisionale. Possono essere invitati anche il presidente dell'Eurogruppo e il presidente del Parlamento europeo. Il presidente del vertice euro presenta una relazione al Parlamento europeo dopo ogni riunione. I capi di Stato e di governo degli Stati non appartenenti alla zona euro firmatari del patto fiscale europeo devono partecipare, almeno una volta all'anno, alle discussioni, derivanti dal patto, che si applicano a loro. Ad alcuni vertici possono partecipare altri leader, come il primo ministro britannico che ha partecipato al vertice del 2008.
| Nome | Nome                 | Immagine | Carica                                  | Partito            | Membro dal       |
| ---- | -------------------- | -------- | --------------------------------------- | ------------------ | ---------------- |
|      | Ursula von der Leyen |          | Presidente della Commissione europea    | PPE Nazionale: CDU | 1º dicembre 2019 |
|      | Christine Lagarde    |          | Presidente della Banca centrale europea | PPE Nazionale: LR  | 1º novembre 2019 |
|      | Paschal Donohoe      |          | Presidente dell'Eurogruppo              | PPE Nazionale: FG  | 13 luglio 2020   |
|      | Roberta Metsola      |          | Presidente del Parlamento europeo       | PPE Nazionale: PN  | 18 gennaio 2022  |

## Riunioni
In forza del trattato sulla stabilità, sul coordinamento e sulla governance nell'Unione economica e monetaria, le riunioni del Vertice euro dovrebbero svolgersi almeno due volte all'anno, possibilmente dopo le riunioni del Consiglio europeo a Bruxelles.
Le riunioni del Vertice euro sono organizzate conformemente a uno specifico regolamento interno adottato il 14 marzo 2013.
| Data             | Sede            | Conclusioni | Decisioni |
| ---------------- | --------------- | --- | --- |
| 12 ottobre 2008  | Bruxelles       | Summit of the euro area countries – Declaration on a concerted European action plan of the euro area countries (12 October 2008) (PDF). | |
| 11 febbraio 2010 | Bruxelles       | Dichiarazione dei capi di Stato o di governo dell'Unione europea sulla Grecia (11 febbraio 2010) (PDF). | |
| 25 marzo 2010    | Bruxelles       | Dichiarazione dei capi di Stato o di governo della zona euro (25 marzo 2010) (PDF). | |
| 7 maggio 2010    | Bruxelles       | Dichiarazione dei Capi di Stato o di governo della zona euro (7 maggio 2010) (PDF). | |
| 11 marzo 2011    | Bruxelles       | Conclusioni dei capi di Stato o di governo della zona euro (11 marzo 2011) (PDF). | |
| 21 luglio 2011   | Bruxelles       | Dichiarazione dei capi di Stato o di governo della zona euro e delle istituzioni dell'UE (21 luglio 2011) (PDF). Osservazioni per la stampa del presidente del Consiglio europeo Van Rompuy dopo il Vertice euro (21 luglio 2011).                                     | |
| 23 ottobre 2011  | Bruxelles       | Osservazioni per la stampa del presidente del Consiglio europeo Herman Van Rompuy dopo il Vertice euro (23 ottobre 2011). | |
| 26 ottobre 2011  | Bruxelles       | Dichiarazione del Vertice euro (26 ottobre 2011) (PDF). | |
| 8 novembre 2011  | Bruxelles       | Dichiarazione del Vertice euro (8 novembre 2011) (PDF). | |
| 9 dicembre 2011  | Bruxelles       | Dichiarazione dei Capi di Stato o di governo della zona euro (9 dicembre 2011) (PDF). | |
| 30 gennaio 2012  | Bruxelles       | Linee concordate di comunicazione degli Stati membri della zona euro (30 gennaio 2012) (PDF). | |
| 2 marzo 2012     | Bruxelles       | Dichiarazione dei Capi di Stato o di governo della zona euro (2 marzo 2012) (PDF). | Elezione di Herman Van Rompuy a presidente del Vertice euro |
| 23 maggio 2012   | Bruxelles       | Note per la stampa della zona euro sulla Grecia (23 maggio 2012) (PDF). Osservazioni per la stampa del presidente del Consiglio europeo Herman Van Rompuy a seguito del pranzo informale dei membri del Consiglio europeo (24 maggio 2012).                            | |
| 29 giugno 2012   | Bruxelles       | Dichiarazione del Vertice della zona euro (29 giugno 2012) (PDF). | |
| 18 ottobre 2012  | Bruxelles       | Dichiarazione dei capi di Stato o di governo della zona euro sulla Grecia (18 ottobre 2012) (PDF). | |
| 14 marzo 2013    | Bruxelles       | Osservazioni per la stampa del presidente Herman Van Rompuy a seguito del Consiglio europeo (15 marzo 2013) (PDF). | Adozione delle Regole per l’organizzazione dei lavori dei vertici euro (PDF). |
| 24 ottobre 2014  | Bruxelles       | Vertice euro (24 ottobre 2014) (PDF). | |
| 22 giugno 2015   | Bruxelles       | Dichiarazione del presidente Donald Tusk sul Vertice euro di lunedì 22 giugno 2015. Osservazioni del presidente Donald Tusk prima della riunione del Vertice euro del 22 giugno 2015. Osservazioni del presidente Donald Tusk alla conferenza stampa del Vertice euro. | |
| 7 luglio 2015    | Bruxelles       | Osservazioni del presidente Donald Tusk sull'esito convenuto del Vertice euro del 7 luglio 2015 sulla Grecia. | |
| 12 luglio 2015   | Bruxelles       | Dichiarazione del Vertice euro (12 luglio 2015) (PDF). Osservazioni del presidente Donald Tusk dopo il Vertice euro del 12 luglio 2015 sulla Grecia. | |
| 15 dicembre 2017 | Bruxelles       | Osservazioni del presidente Donald Tusk a seguito delle riunioni del Consiglio europeo del 14 e 15 dicembre 2017. | |
| 23 marzo 2018    | Bruxelles       | [ 25 ] | |
| 29 giugno 2018   | Bruxelles       | Riunione del Vertice euro (29 giugno 2018) – Dichiarazione (PDF). | |
| 18 ottobre 2018  | Bruxelles       | [ 26 ] | |
| 14 dicembre 2018 | Bruxelles       | Riunione del Vertice euro (14 dicembre 2018) – Dichiarazione (PDF). | |
| 21 giugno 2019   | Bruxelles       | Riunione del Vertice euro (21 giugno 2019) – Dichiarazione (PDF). | Discussione sullo strumento di bilancio per la convergenza e la competitività (BICC) della zona euro, su modifiche al trattato che istituisce il meccanismo europeo di stabilità (MES) e sul rafforzamento dell'Unione bancaria |
| 13 dicembre 2019 | Bruxelles       | Riunione del Vertice euro (13 dicembre 2019) – Dichiarazione (PDF). | Discussione su meccanismo europeo di stabilità (MES), strumento di bilancio per la convergenza e la competitività (BICC) della zona euro e rafforzamento dell'Unione bancaria                                                   |
| 11 dicembre 2020 | Bruxelles       | Riunione del Vertice euro (11 dicembre 2020) – Dichiarazione (PDF). | Discussioni in formato inclusivo sull'unione bancaria e l'unione dei mercati dei capitali |
| 25 marzo 2021    | videoconferenza | Dichiarazione dei membri del Vertice euro riuniti in formato inclusivo (25 marzo 2021) (PDF). | Discussione sul ruolo internazionale dell'euro |
| 25 giugno 2021   | Bruxelles       | Riunione del Vertice euro (25 giugno 2021) – Dichiarazione (PDF). | Discussioni sulla ripresa economica e sulle sfide per la zona euro |
| 16 dicembre 2021 | Bruxelles       | Riunione del Vertice euro (16 dicembre 2021) – Dichiarazione (PDF). | Discussioni sulla situazione economica e sui progressi compiuti riguardo all'unione bancaria e all'unione dei mercati dei capitali                                                                                              |
| 24 giugno 2022   | Bruxelles       | Riunione del Vertice euro (24 giugno 2022) – Dichiarazione (PDF). | Discussioni sulle conseguenze economiche della guerra in Ucraina, sull'unione bancaria e l'unione dei mercati dei capitali e conclusione del quadro di sorveglianza rafforzata per la Grecia                                    |
| 24 marzo 2023    | Bruxelles       | Riunione del Vertice euro (24 marzo 2023) – Dichiarazione (PDF). | Discussioni sulla situazione economica e finanziaria dell'Unione, sul coordinamento delle politiche fiscali, sulla struttura di governo economico e sull'architettura finanziaria dell'Unione economica e monetaria             |
| 27 ottobre 2023  | Bruxelles       | Riunione del Vertice euro (27 ottobre 2023) – Dichiarazione (PDF). | Discussioni sulla situazione economica e finanziaria dell'Unione, sul coordinamento delle politiche fiscali e sull'euro digitale                                                                                                |
| 22 marzo 2024    | Bruxelles       | Riunione del Vertice euro (22 marzo 2024) – Dichiarazione (PDF). | Discussioni sulla situazione economica e finanziaria dell'Unione e sui mercati dei capitali |
| 20 marzo 2025    | Bruxelles       | Riunione del Vertice euro (20 marzo 2025) – Dichiarazione (PDF). | Discussioni sulla situazione economica e finanziaria dell'Unione e sulla competitività |